# Madikeri
Madikeri (früher anglisierend Mercara; Kannada: ಮಡಿಕೇರಿ ‚Maḍikēri‘) ist eine Stadt in Südindien. 
Sie ist Hauptstadt des Distrikts Kodagu im Bundesstaat Karnataka und etwa 250 Kilometer von Bengaluru entfernt. Der Ort liegt auf einer Höhe von 1166 Metern über dem Meeresspiegel. Madikeri hat etwa 34.000 Einwohner (Zensus 2011). 
Die nächsten Großstädte in der Nähe von Madikeri sind Mangaluru im Westen und Mysuru im Osten.
Madikeri ist für seinen Kardamomanbau bekannt.

## Persönlichkeiten
- August Veil (1881–1965), deutscher Maler und Manager
- Kodagina Gowramma (1912–1939), indische Schriftstellerin
- Deepa Bhasthi (* 1983), indische Schriftstellerin, Übersetzerin und Journalistin